# Günther Kaiser

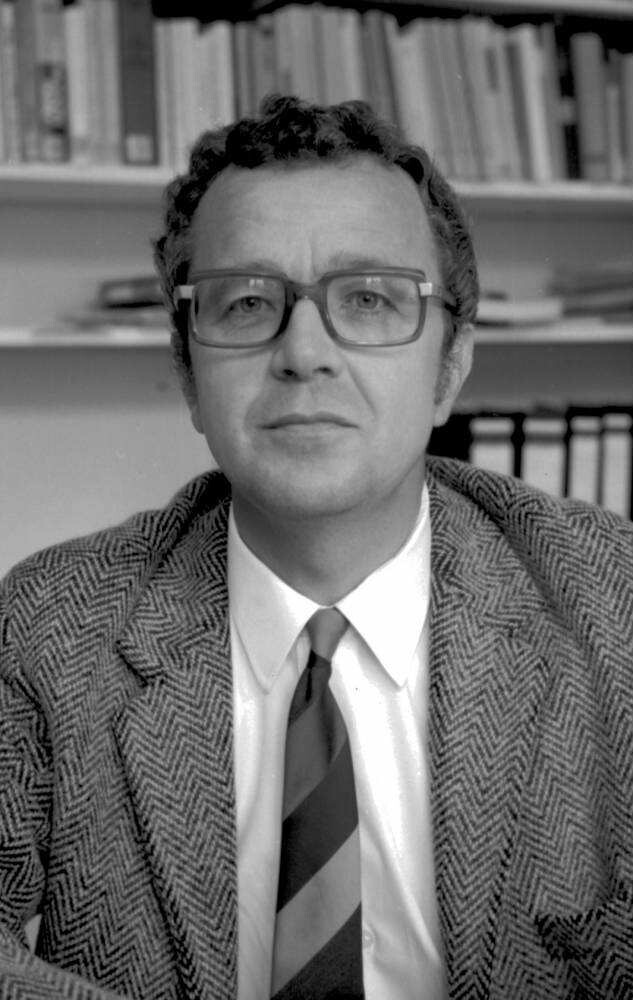
Günther Kaiser (1972)

Günther Kaiser (* 27. Dezember 1928 in Walkenried; † 3. September 2007 in Emmendingen) war ein deutscher Rechtswissenschaftler und Kriminologe.

## Leben
Günther Kaiser erlernte nach dem Schulabschluss das Maurerhandwerk und arbeitete einige Jahre als Maurergeselle. Ab 1949 besuchte er das Braunschweig-Kolleg, an dem er 1951 das Abitur bestand. Nach einem Studium generale in Tübingen (1951–1952) studierte Kaiser an der Universität Tübingen und der Universität Göttingen Rechtswissenschaft. Anschließend war er Staatsanwalt und Richter. 1962 promovierte er an der Universität Tübingen und begann eine Hochschulkarriere. 1969 habilitierte er sich (ebenfalls in Tübingen) für Kriminologie und Strafrecht. Ein Jahr darauf wurde er Leiter der kriminologischen Forschungsgruppe am Max-Planck-Institut für ausländisches und internationales Strafrecht in Freiburg/Brsg. und zudem Professor für Kriminologie und Strafrecht an der Universität Freiburg. 1973 wurde er Direktor am Max-Planck-Institut für ausländisches und internationales Strafrecht. Von 1982 bis 1996 lehrte Kaiser außerdem an der Universität Zürich. Er wurde im Dezember 1996 emeritiert.
Seine Tochter ist die Rechtswissenschaftlerin und Hochschullehrerin Anna-Bettina Kaiser.

## Werk
Kaisers Forschungsschwerpunkte waren: Kriminologie, Jugendstrafrecht, Strafvollzug und Kriminalpolitik, Geschichte der Kriminalität. Seine Kriminologie-Lehrbücher waren und sind in der Lehre weit verbreitet.
Von 1979 bis 1998 gehörte er als deutsches Mitglied dem Europarat-Ausschuss zur Verhinderung von Folter und unmenschlicher oder erniedrigender Behandlung oder Strafe an.

## Ehrungen
Kaiser war Ehrendoktor der Universitäten Miskolc/Ungarn und Wrocław/Polen (1991), der baskischen Universität San Sebastián/Spanien (1992) sowie der Asia Universität Tokio und der Panteion-Universität Athen (1996). Im Jahr 1999 wurde ihm das Verdienstkreuz 1. Klasse des Verdienstordens der Bundesrepublik Deutschland verliehen. 2003 wurde er mit der Beccaria-Medaille in Gold der Neuen Kriminologischen Gesellschaft geehrt.

## Schriften (Auswahl)
- Kriminologie, Jugendstrafrecht, Strafvollzug. Mitbegründet und bis zur 6. Auflage mitbearbeitet von Günther Kaiser, fortgeführt von Heinz Schöch und Jörg Kinzig, 8. Auflage, Beck, München 2015, ISBN 978-3-406-66733-6.
- Strafvollzug. Eine Einführung in die Grundlagen. 5. Auflage, Müller, Heidelberg 2003, ISBN 3-8252-0706-4 (mit Heinz Schöch).
- Kriminologie. Eine Einführung in die Grundlagen. 10. Auflage, Müller, Heidelberg 1997, ISBN 3-8252-0594-0.
- Kriminologie. Ein Lehrbuch. 3. Auflage, Müller, Heidelberg 1996, ISBN 3-8114-6096-X.